# Emanuel Adler (Komponist)
Emanuel Adler (* 3. Dezember 1845 in Beckern, Kreis Striegau; † 3. Februar 1926 in Breslau) war ein schlesischer Komponist und Organist.

## Leben
Adler wurde als Sohn eines Lehrers geboren und 1863–66 selbst am Breslauer Lehrerseminar ausgebildet. Er arbeitete zwei Jahre im Schuldienst, wurde 1868 Domchoralist und begann zugleich ein Studium am Institut für Kirchenmusik der Universität Breslau unter dem Domkapellmeister und früheren Domorganisten Moritz Brosig. Ab 1876 war er zweiter Domorganist neben Adolf Greulich. Als Greulich 1884 Domkapellmeister wurde, rückte Adler als erster Organist nach. 1890 bewarb er sich als Greulichs Nachfolger auf den Kapellmeisterposten, unterlag jedoch gegen Max Filke. Adler entwickelte eine Feindschaft zu Filke, der seine Dienstwohnung im gleichen Haus wie Adler hatte. Die beiden führten 1901 einen Gerichtsprozess, und Filke erwog nach Wien zu übersiedeln. Der Konflikt wurde dadurch entschärft, dass Kardinal Georg von Kopp Filke Wohnungsgeld zum Umzug in eine Privatwohnung gewährte. Adler überlebte Filke und auch dessen Nachfolger Siegfried Cichy. Der Komponist Gerhard Strecke, seinerzeit Sänger im Domchor, schreibt über sein Orgelspiel: „Adler war ein guter Improvisator, der selten zu Noten griff. Besonders gern lauschten wir seinem sonntäglichen Choralvorspiel vor der Predigt, das allerdings den cantus firmus stets in der Oberstimme brachte.“

## Werke
- 5 Orgelstücke op. 1 (3 Präludien und Choralvorspiele über Es ist ein’ Ros’ entsprungen und Nun triumphieret Gottes Sohn). Verlag Carl Kothe, Leobschütz OCLC 220479953: I. Präludium c-Moll; II. Präludium D-Dur; III. Präludium G-Dur; IV. Vorspiel zu dem Choral Es ist ein’ Ros’ entsprungen; V. Vorspiel zu dem Choral Nun triumphieret Gottes Sohn[Digitalisat 1]
- Messe für vierstimmigen Männerchor und Orgel (2 Oboen, 2 Hörner, Streicher ad lib.) in a-Moll, op. 2. Verlag Carl Kothe, Leobschütz, 1902 OCLC 634320461
- 6 Orgelstücke op. 4, Verlag Kothe, Leobschütz.
- Messe für 4 gemischte Stimmen, 2 Klarinetten, 2 Hörner (2 Trompeten und Pauken ad lib.) in B-Dur, op. 6.
- Choralvorspiel zu Erfreue dich, o Christenheit für Orgel OCLC 1185088882 Veröffentlicht in Schlesische Orgelmusik des 19. und 20. Jahrhunderts
- Kleine Harmonielehre für Anfänger, insbesondere zum Gebrauche in Präparanden-Anstalten, Offhaus, Breslau, 1889 OCLC 250156949

## Digitalisate
1. ↑  5 Orgelstücke op. 1 als Digitalisat in der Digitalen Bibliothek des Münchner Digitalisierungszentrums der Bayerischen Staatsbibliothek